# Faculdade Dom Bosco de Filosofia, Ciências e Letras
A Faculdade Dom Bosco de Filosofia, Ciências e Letras foi uma das instituições formadoras da Universidade Federal de São João del-Rei em 1986, quando a Fundação de Ensino Superior de São João del-Rei passou a ser sua mantenedora. Foi criada em 1953 e instalada em 09 de março de 1954. Foi extinta em 1991, com a entrada em vigor do primeiro estatuto da FUNREI.

## História
Em 1953, a Inspetoria Salesiana Dom Bosco, criou, anexa ao Colégio São João, a Faculdade Dom Bosco de Filosofia, Ciências e Letras com o objetivo de habilitar profissionalmente, de acordo com as exigências oficiais, os religiosos da Congregação mantenedora. A Faculdade Dom Bosco teve seus estatutos aprovados pelo Governo Federal, através do Decreto 34.392, de 27 de outubro de 1953, assinado pelo Presidente Getúlio Vargas, que tinha como Ministro da Justiça Tancredo de Almeida Neves. 
Instalada em 09 março de 1954, como internato, oferecendo os cursos de Filosofia, Ciências e Letras (Clássicas e Anglo-Germânicas). Somente dois anos após sua instalação abriu à educação externa, acrescentando Psicologia e Pedagogia. A Faculdade Dom Bosco que manteve, até 1986, os cursos de Filosofia, Ciências, Pedagogia, Letras e Psicologia. Houve também o oferecimento do curso de Ciências Sociais e Didática, extintos antes da federalização.
Segundo Milton Viegas, o estabelecimento teve, como Presidente da entidade mantenedora, o primeiro Diretor, Padre Irineu Leopoldino, auxiliado de perto pelo Padre Alcides Lanna, seguindo-lhe, sucessivamente, os Padres Virgílio Fistarol e Antônio de Paula, auxiliados no exercício do Vice-Diretorado, pelo Padre José Maria Telles. De 1959 a 1976, Padre Luiz Zver foi o Diretor de fato, embora ocupasse o cargo de Vice-Diretor. De 1976 a 1980, o Diretor foi o Prof. João Bosco de Castro Teixeira. Ainda ocuparam a Direção: Padre Delio Assunção Teixeira, Padre Pedro Prade, Padre Tertuliano de Almeida, Padre Ivo, Padre Oscar e o Padre João Duque dos Reis, seu último Diretor.
Em dezembro de 1986, a Faculdade Dom Bosco, juntamente com as faculdades mantidas pela Fundação Municipal de São João del-Rei, foi federalizada e reunidas, tendo a Fundação de Ensino Superior de São João del-Rei (FUNREI), hoje Universidade Federal de São João del-Rei como mantenedora. Foi extinta em 1991, com a entrada em vigor do primeiro estatuto da FUNREI.

## Cursos oferecidos
- Ciências
- Ciências Sociais (extinto antes da federalização)
- Didática (extinto antes da federalização)
- Filosofia
- Letras
- Pedagogia
- Psicologia

Dos cursos acima, a Universidade Federal de São João del-Rei mantém Filosofia, Letras, Pedagogia e Psicologia. O curso de Ciências foi mantido até 2002, quando foi desmembrado em Licenciatura em Física e Licenciatura em Quimica.